# 592244 Daukantas
592244 Daukantas è un asteroide della fascia principale. Scoperto nel 2013, presenta un'orbita caratterizzata da un semiasse maggiore pari a 2,3239281 au e da un'eccentricità di 0,1238999, inclinata di 7,06378° rispetto all'eclittica.